# Barionowe oscylacje akustyczne
Barionowe oscylacje akustyczne (ang. Baryon acoustic oscillations, BAO) – wahania w gęstości barionów obserwowane w widocznym Wszechświecie (w uproszczeniu zmiany zagęszczenia atomów). Wahania te mają charakter fal, które mogły być spowodowane przez fluktuacje ciśnienia w pierwotnej plazmie wczesnego Wszechświata. Podobnie jak supernowe dostarczają tzw. świec standardowych dla obserwacji astronomicznych, tak struktury BAO zapewniają kosmologii tzw. linijkę standardową, czyli umożliwiają pomiar odległości. Długość tej linijki standardowej odpowiada maksymalnej odległości, jaką fale akustyczne mogły przebyć w pierwotnej plazmie, zanim ochłodziła się ona do momentu, w którym powstały neutralne atomy, co „zamroziło” fale gęstości. Długość linijki standardowej można zmierzyć, obserwując wielkoskalową strukturę materii we Wszechświecie poprzez przegląd nieba i obliczenie zgęstnienia galaktyk, dzięki Sloan Digital Sky Survey oszacowano ją na 490 milionów lat świetlnych.

## Wczesny Wszechświat
Wczesny Wszechświat składał się z gorącej, gęstej plazmy złożonej z elektronów oraz barionów (protonów i neutronów). Fotony (cząstki światła) przemieszczające się przez tę plazmę były uwięzione – nie mogły przebyć znacznych odległości bez oddziaływania z materią poprzez rozpraszanie Thomsona. W miarę jak Wszechświat się rozszerzał, plazma ochładzała się i w końcu osiągnęła temperaturę poniżej 3000 K – wystarczająco niską, aby elektrony i protony mogły połączyć się w neutralne atomy wodoru. Do tej rekombinacji doszło, gdy Wszechświat miał około 379 tysięcy lat. Od tego momentu fotony znacznie słabiej oddziaływały z materią, dzięki czemu mogły się swobodnie poruszać przez Wszechświat. Mikrofalowe promieniowanie tła (CMB) to promieniowanie emitowane tuż po rekombinacji, które obecnie obserwuje się za pomocą teleskopów.

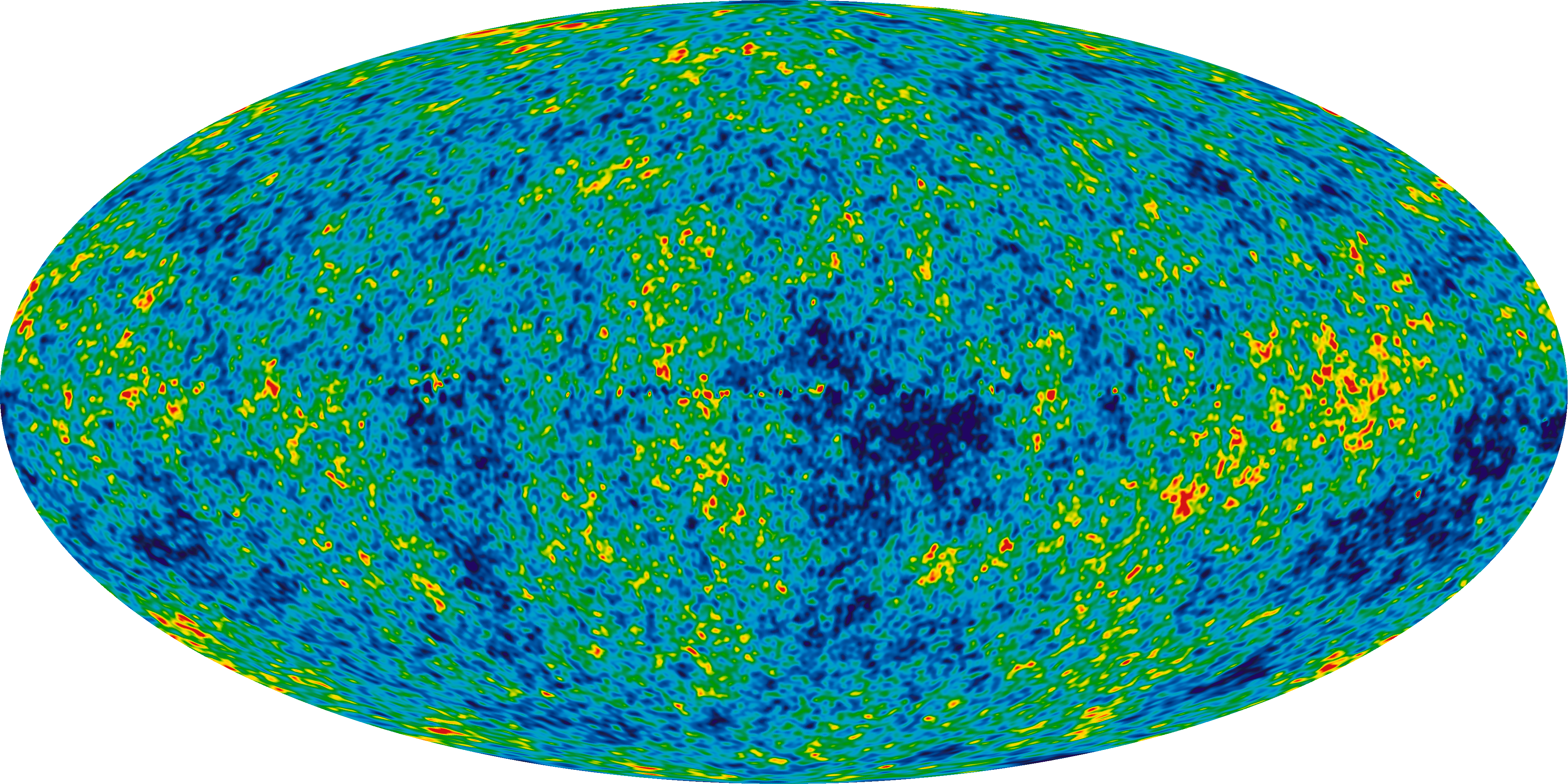
Mapa rozkładu temperatur mikrofalowego promieniowania tła (CMB), wersja z 2012 roku

## Kosmiczny dźwięk
W obszarach o wyższej gęstości plazmy przyciąganie grawitacyjne przyciągało materię, ale jednocześnie oddziaływania fotonów z materią powodowały powstawanie dużego ciśnienia na zewnątrz. Te przeciwstawne siły – grawitacja i ciśnienie – generowały oscylacje, analogiczne do fal dźwiękowych powstających w powietrzu w wyniku różnic ciśnienia.
Taka fala wychodzi z centrum obszaru o podwyższonej gęstości i obejmuje ciemną materię, bariony i fotony. Ciśnienie powoduje powstawanie sferycznych fal dźwiękowych, w których bariony i fotony oddalają się od centrum z prędkością przekraczającą połowę prędkość światła. Ciemna materia oddziałuje wyłącznie grawitacyjnie, więc pozostaje w centrum tego układu. Przed oddzieleniem się fotonów od materii (czyli przed rekombinacją), bariony i fotony poruszały się razem. Po rekombinacji fotony przestały oddziaływać z barionami i uległy rozproszeniu. To spowodowało zanik ciśnienia, pozostawiając po sobie „skorupy” barionów na określonej odległości – tzw. horyzoncie dźwiękowym.
Bez ciśnienia fotonowo-barionowego jedyną siłą działającą na bariony była grawitacja. W rezultacie bariony i ciemna materia uformowała nadgęstości zarówno w pierwotnym centrum zaburzeń, jak i na obrzeżach wspomnianej skorupy. Te fluktuacje gęstości stanowią zalążki struktur, z których mogły powstać galaktyki. W związku z tym można się spodziewać statystycznie większej liczby par galaktyk w odległości odpowiadającej horyzontowi dźwiękowemu niż w innych odległościach. Każde takie zaburzenie we wczesnym Wszechświecie dało początek jakiejś fali, więc Wszechświat powinien zawierać wiele nakładających się na siebie fal – podobnie jak fale na powierzchni wody po wrzuceniu wielu kamieni do stawu. Choć nie da się tego zaobserwować „gołym okiem”, efekt ten można wykryć statystycznie, analizując rozkład galaktyk.